# 高知県立坂本龍馬記念館
高知県立坂本龍馬記念館（こうちけんりつさかもとりょうまきねんかん）は、高知県高知市にある博物館。

## 概要
1991年11月に開館。高知出身の幕末の志士・坂本龍馬をテーマにした博物館。桂浜から近く、屋上や2階奥のフロアからは太平洋を一望することができる。
常設展示では龍馬が設立に関わった海援隊約規など龍馬の思想が現れたものや、龍馬が兄や姉・坂本乙女に宛てた手紙などが展示されている。ほかには暗殺二日前に書かれた陸奥宗光宛の書簡、池田屋事件で死亡した同郷・野老山吾吉郎の自害前の調書(吾吉調書)など。
2018年4月21日に新館の新設と本館を全面改装しリニューアルオープンした。
第22回JIA25年賞受賞。

## 施設情報
- 所在地 - 高知県高知市浦戸830番地
- 休館日 - 年中無休
- 開館時間 - 9：00〜17：00(入館は16:30まで)
- 入館料 - 大人 500円、団体 400円、高校生以下 無料

## 主な展示品
- 新政府綱領八策（複製）
- 海援隊約規（真物）
- 慶応3年4月7日 姉乙女宛手紙（真物）
- 慶応3年11月13日 陸奥宗光宛手紙（真物）

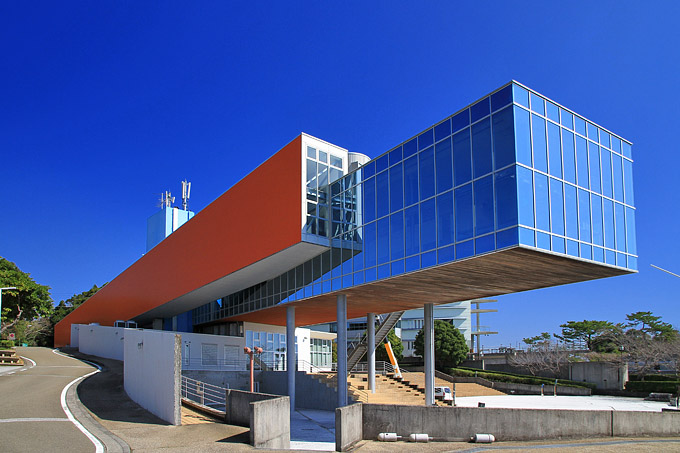
南面の外観（2016年3月）
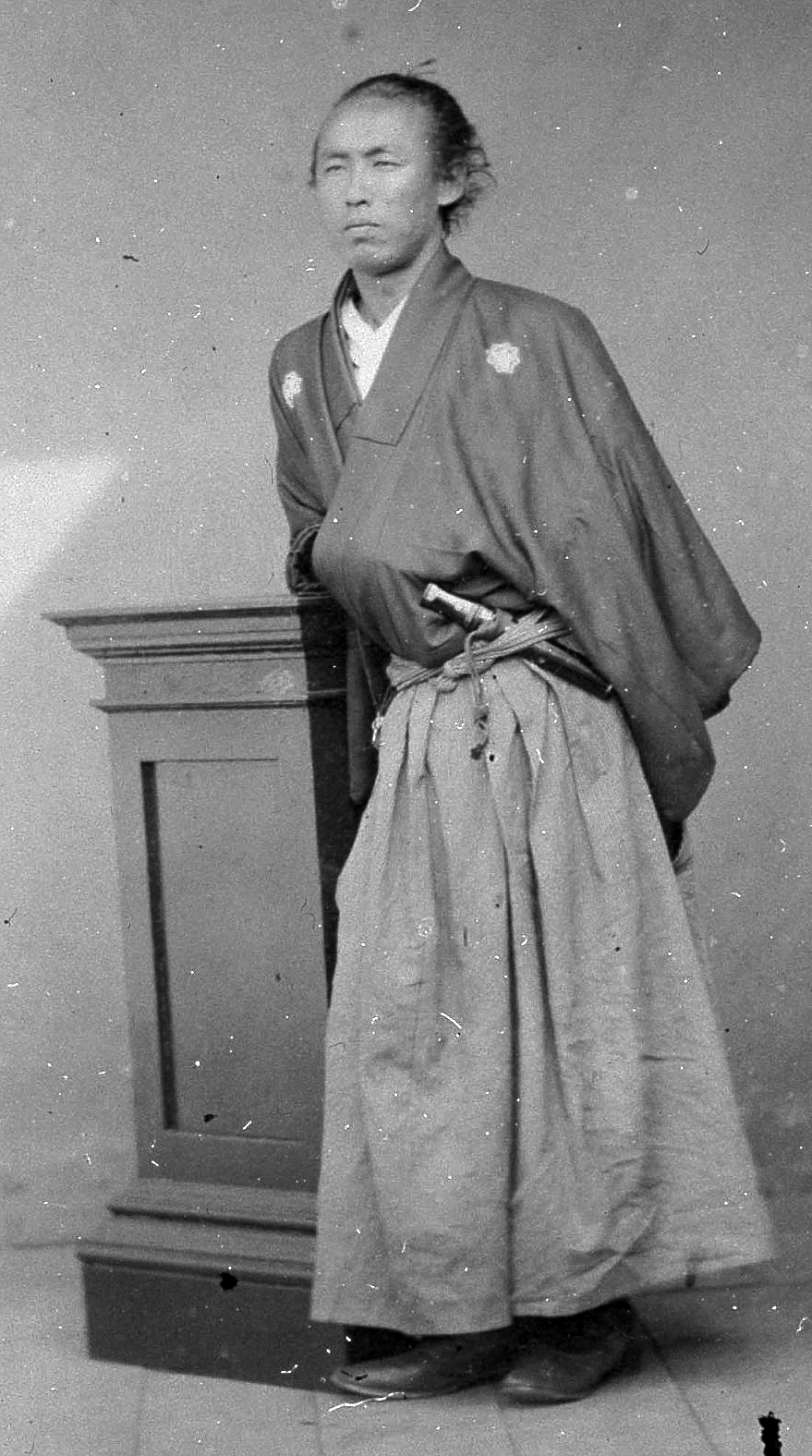
坂本龍馬/高知県立歴史民俗資料館所蔵
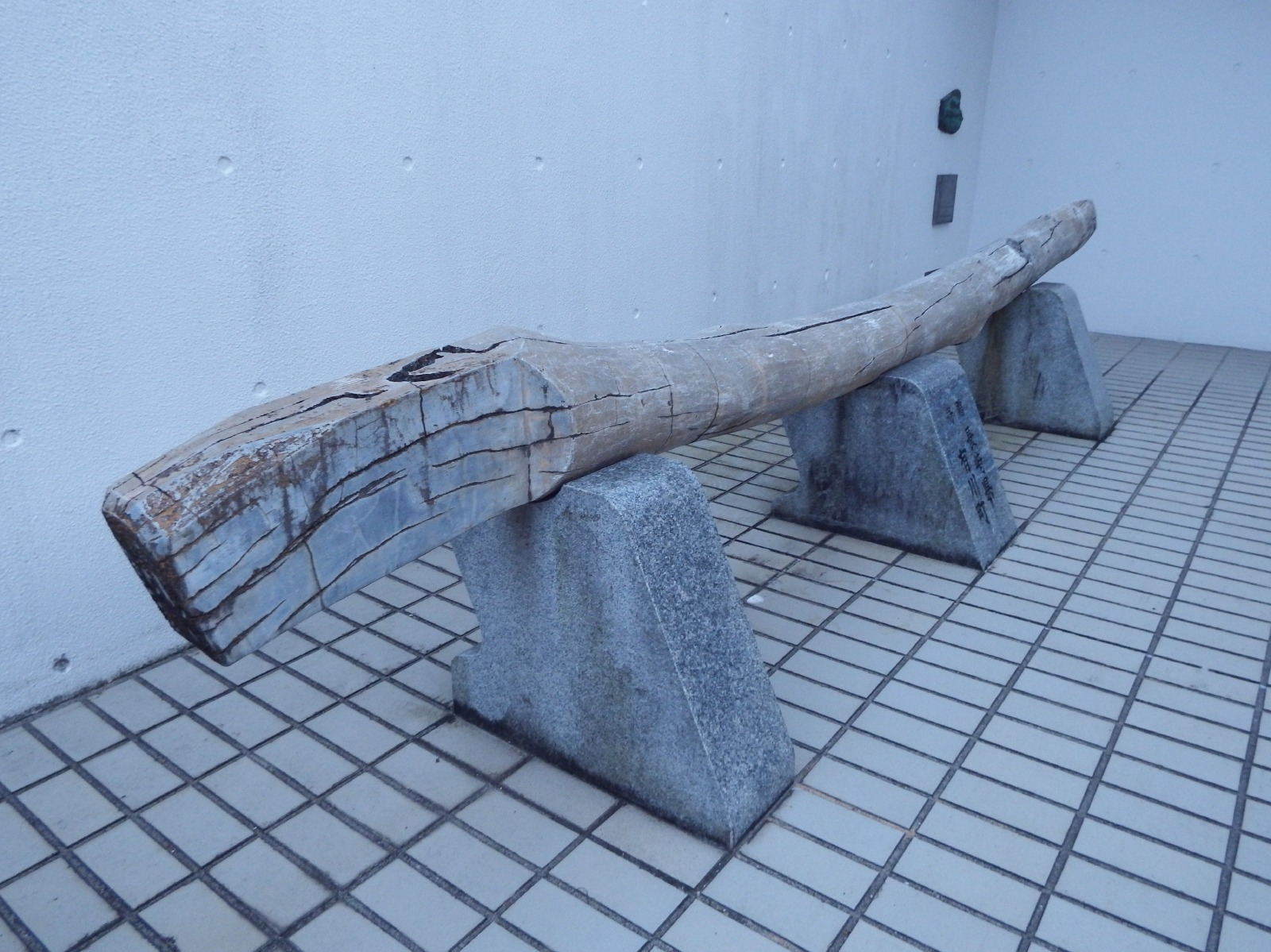
ワイルウエフ号の舵棒（複製）

## 交通アクセス
- とさでん交通 - JR高知駅から桂浜行きバス「龍馬記念館前」下車、徒歩1分。

## 「龍馬の短銃」展示について
現在、この記念館では龍馬が寺田屋事件で襲撃を受けた際に実際に使用したとされるものと同型の拳銃（スミス&ウェッソンのNo.2（アーミー））を展示しているが、展示当初には若干のトラブルが発生した。
2010年8月中旬、愛媛県松山市の男性から銃の寄贈を受け記念館で展示を開始したが、高知県警察から銃砲刀剣類所持等取締法違反の疑いがあるとの指摘を受け、わずか1週間展示したのみで撤去された。同年9月、同館の職員が数名ほど県の委嘱員となる形で銃刀法の問題を解決し、展示は再開されている。
なお佐川町にある青山文庫でも同型の銃を保管しているが、こちらは佐川町が管理しているため問題は無いとされた。

## 周辺
- 桂浜
- 桂浜水族館
- 浦戸城